# Дерево Герніки

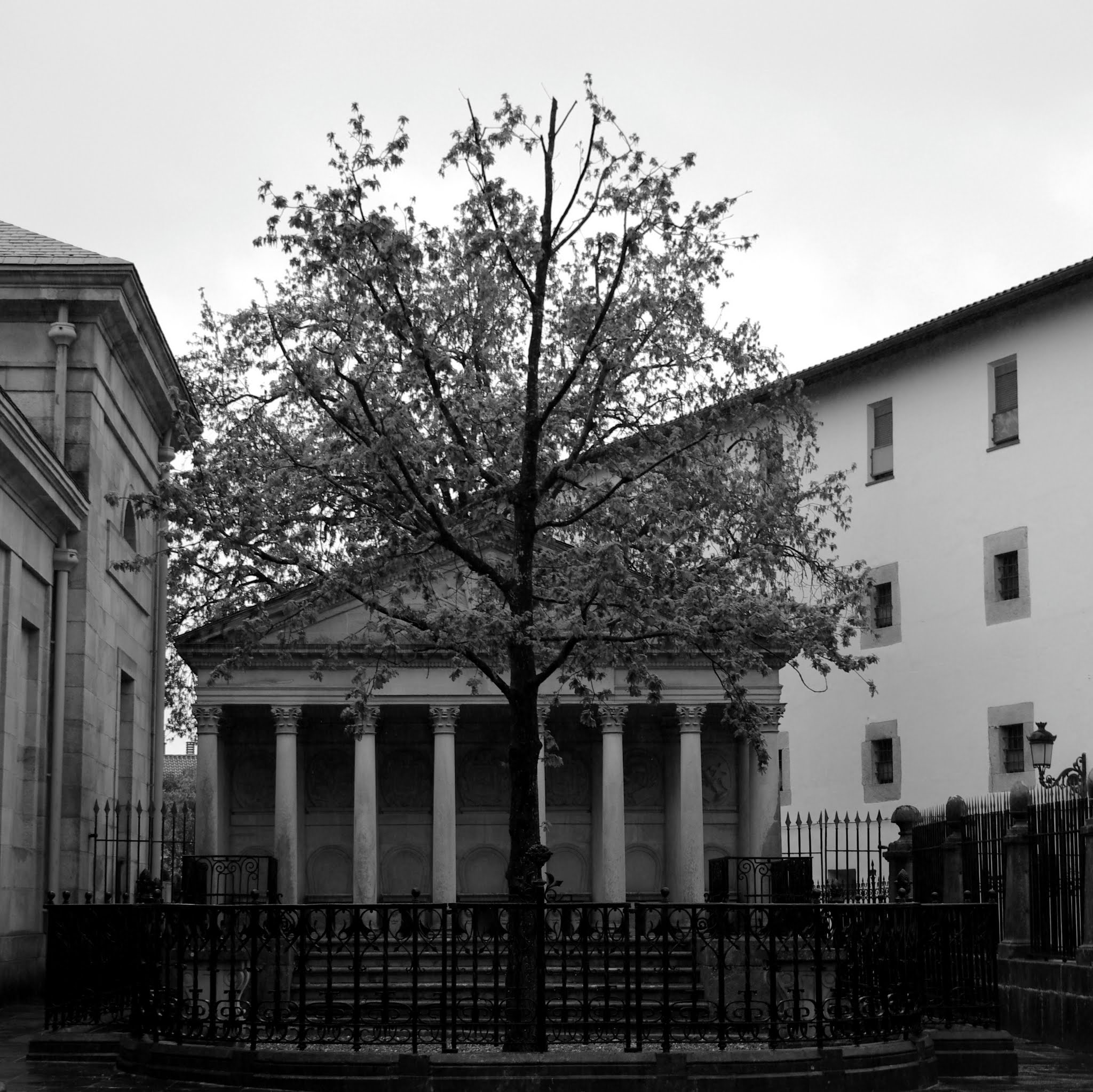
Сучасне дерево Герніки.

Дерево Герніки (ісп. Árbol de Guernica, баск. Gernikako Arbola) — дуб, який символізує традиційну волю народу Біскаї і басків загалом. Сеньйори Біскаї, включаючи королів Кастилії і карлістських претендентів, так само як і сучасні леендакарі Країни Басків, присягалися поважати ці свободи.
У Середньовіччі представники біскайських сіл проводили свої збори під великими деревами. З плином часу зросла роль зборів у Герніці, які стали основними у 1512 році, а місцеве дерево набуло символічного значення. Збори там стали проводитися в спеціально спорудженому павільйоні, в нинішньому вигляді існує з 1833 року.
Найстаріше дерево, про яке є документальні свідчення, Батько (ісп. El Árbol Padre) відоме з XIV століття, його стовбур досі можна побачити біля Будинку зборів Герніки. У 1476 році під цим деревом виголосили клятву католицькі королі. У 1742 році воно, після 450 років, було замінене Старим (ісп. El Árbol Viejo). У 1839 році біля нього востаннє дала клятву королева-регент Марія Христина від імені Ізабелли II. Це дерево було прибране в 1860 році і замінене одним зі своїх саджанців, який отримав назву Син (ісп. El Árbol Hijo). Під ним дав клятву перший леендакарі Хосе Антоніо Агірре (1936—1960). Син пережив бомбардування Герніки в 1937 році в ході Громадянської війни. Коли потім місто було взято франкістами, поширились чутки, що фалангісти хочуть зрубати дерево і знищити національний символ. Тоді капітан терції Бегоньї Хайме дель Бурго сформував озброєний загін рекеті і запобіг цьому. Нинішнє дерево Герніки, що росте з 1986 року, було висаджене на історичне місце 25 лютого 2005 року.
Дуб зображений на гербі Біскаї і багатьох міст цієї провінції. Логотип у вигляді дубового листа використовується урядом Біскаї. Поряд з офіційним гімном, неофіційним гімном вважається пісня, присвячена дереву Герніки.
|             |                                                       |              |
| Герб Біскаї | Дубові листя на логотипі партії Баскська солідарність | Герб Герніки |